# Bursitida
Bursitida (lat. bursitis) je zánět tíhového váčku (bursy). 
V lidském těle se nachází více než 150 burs. Bursa je váček, který je vmezeřen mezi svaly nebo do oblasti kloubů. Tyto malé, tekutinou naplněné váčky lubrikují a odlehčují třecí místa mezi kostmi, šlachami a úpony svalů v blízkosti kloubů a napomáhají jejich volnému a lehkému pohybu. 
K bursitidě dojde, pokud se bursa zanítí. V takovém případě je pohyb kloubu nebo tlak na kloub bolestivý. Bursitida nejčastěji postihuje oblasti ramen, kolen, loktů, případně kyčlí, může však postihnout i klouby jiné. Objevuje se i u zvířat. 
Bolesti spojené s bursitidou by při včasné a řádné léčbě měly obvykle odeznít během jednoho týdne, avšak opakující se časté záněty bursy jsou poměrně běžné.

## Příznaky asymptomy
Při bursitidě se objevují tyto symptomy:
- Tupá bolest nebo pocit ztuhlosti v oblasti kloubu (typ. kolene, lokte, ramene).
- Zhoršování bolesti při pohybu nebo tlaku.
- Otok nebo zvýšená teplota tkáně.
- Příležitostné zarudnutí kůže v oblasti zanícené bursy.

Bursitida v oblasti kyčle nezpůsobuje viditelný otok nebo zarudnutí kůže, jelikož bursy jsou zde umístěny pod silnými svaly. V tomto případě se bolest objevuje nad velkým trochanterem (trochanter major), tj. v místě, kde se kost napojuje na kyčelní kloub.

### Příčiny
Nejčastějšími příčinami bursitidy je nadměrné namáhání, přetížení nebo akutní trauma kloubu, jako jsou např. opakované údery nebo u kolen dlouhodobé zatížení při klečení. Bursitida může být zapříčiněna i infekcí, artritidou či dnou. Často nemusí být příčina zjištěna.

### Rameno
Bursitida ramene nejčastěji plyne z poruchy rotátorové manžety, tj. čtyř svalových úponů na hlavici kosti pažní, které spojují pažní kost (humerus) s lopatkou, a která je zodpovědná za zvednutí paže nad úroveň ramene. Příčinou bursitidy může být vyosení ramene vlivem svalové dysbalance, pád na rameno, prudký švih, pád na zem se zapaženou horní končetinou či opakované úkony se vzpaženou horní končetinou. Někdy bývá obtížné rozlišit mezi bolestí způsobenou bursitidou a bolestí způsobenou poraněním rotátorové manžety.

### Loket
Bursitida lokte je spojena s pohybem vyžadujícím časté opakující se ohnutí a napřímení předloktí, např. házení basketbalovým míčem, tenisový nebo golfový švih či podobné opakující se úkony. K bursitidě může vést i prosté opírání se o lokty v leže na břiše.

### Hýždě
Bursitida v oblasti hýždí může být způsobena např. dlouhodobým sezením na tvrdé podložce. Jinou příčinou bývá jízda na kole.

### Kyčle
Bursitida kyčle bývá obvykle spojena s artritidou nebo úrazem v oblasti kyčelního kloubu. Další obvyklou příčinou je dlouhodobé zatěžování kyčle, např. dlouhotrvajícím stáním.

### Koleno
V případě bursitidy kolene se na přední straně kolene objevuje měkká vejcovitá boule. Příčinou bývá časté klečení např. při dláždění či jiných činnostech vykonávaných v kleče na tvrdé podložce. Zánět bursy v oblasti čéšky může způsobit i úder do kolene. Bursitida v kolenním kloubu se často rozvíjí u lidí trpících nadváhou či artritidou.

### Kotník
Bursitida v oblasti kotníku se nejčastěji objevuje jako důsledek nošení nevhodné obuvi, při nevhodném odvíjení nohou při chůzi nebo při sportovních aktivitách, jako je bruslení.

## Rizikové faktory
Výkon profese nebo volnočasové aktivity vyžadující časté opakující se pohyby zatěžující kloubní aparát jsou významným rizikovým faktorem. Riziko se zvyšuje také s postupujícím věkem, případně s určitými chorobami, jako jsou:
- artritida,
- dna,
- stafylokokové infekce,
- výjimečně tuberkulóza.

## Kdy vyhledat lékařskoupomoc
Běžné domácí ošetření obvykle k léčbě bursitidy postačuje. Nicméně je dobré vyhledat lékařskou pomoc, pokud:
- je bolest omezující nebo neustupuje ani po 10 dnech ošetřování
- je zaznamenán zvětšující se otok, zarudnutí kůže, modřiny nebo vyrážka v postižené oblasti
- je bolest ostrá nebo vystřeluje, zvlášť při cvičení
- se objeví teplota
- je současně diagnostikováno jiné onemocnění zvyšující riziko vzniku bursitidy, jako např. diabetes, revmatoidní artritida, příp. autoimunní onemocnění, např. lupus
- jsou užívány léky zvyšující riziko vzniku infekce, např. kortikosteroidy nebo imunosupresanty

## Léčba
Léčba bursitidy je většinou jednoduchá a zahrnuje odpočinek s případným znehybněním postiženého kloubu, přikládáním ledu, jemnou masáží či podáním nesteroidních protizánětlivých léčiv pro potlačení zánětu. 
Účinné jsou měkké manuální techniky, kombinované např. s cvičením posilujícím svalstvo v postižené oblasti. 
Rychlou úlevu od bolesti skýtá i injekční aplikace kortikosteroidu, přímo do zanícené bursy. V případě, že je bursitida způsobena infekcí, je možné užívat antibiotika. V některých případech je nutné bursu chirurgicky drenovat, výjimečně zcela odstranit.

## Prevence
- Strečink a zahřívání před fyzickým výkonem
- Posilování svalů (po odeznění onemocnění)
- Přestávky a promasírování okolí kloubu při opakovaných namáhavých pohybech
- Chránění kloubů. Užívání polstrovaného měkkého nábytku, ochranných pomůcek na klouby, vhodné obuvi apod.
- Vyhýbání se dlouhotrvajícímu sezení a časté protahování končetin
- Vhodné držení těla, např. vyhýbání se dlouhodobému opírání o lokty

Tyto preventivní postupy nedokáží zabránit bursitidě v případě artritidy, infekce apod.